# Сукупний суспільний продукт
Сукупний суспільний продукт — узагальнюючий результат виробничої діяльності суспільства. Він являє собою сукупність усіх благ, що створені суспільством за певний проміжок часу (як правило за рік).
Залежно від способу розрахунку тих елементів, що входять до його складу ССП розрізняють як
- валовий суспільний продукт (ВСП)
- кінцевий суспільний продукт (КСП)
- валовий національний продукт (ВНП)
- чистий продукт (ЧП)

При цьому валовий національний продукт і чистий продукт найповніше відзеркалюють результат суспільного виробництва.

## Валовий національний продукт
Основна стаття: Валовий національний продукт
ВНП — сукупність усіх виготовлених товарів у сфері матеріального виробництва та наданих послуг у нематеріальному виробництві у країні за рік.
Цей показник розраховують на основі таких складових:
- суми спожитих населенням предметів
- обсягу державних закупівель
- обсягу капітальних надходжень
- сальдо платіжного балансу

Розрахунок величини ВНП дає змогу об'єктивно визначати рівень виробництва і споживань, приймати виважені рішення у цих сферах, робити аналіз і співвідношення з іншими країнами

## Чистий продукт
Основна стаття: Чистий продукт
ЧП — частка ВНП, яка реально використовується для особистого споживання та розширення виробництва.
За речовим змістом складається з предметів, що йдуть на особисте споживання, і засобів виробництва, які спрямовані на розвиток виробництва.